# O-2113
O-2113 je lek, koji je klasični kanabinoidni derivat. On može da deluje kao potentan agonist za kanabinoidne receptore, proizvodeći sedaciju, hipotermiju i analgeziju u životinjskim studijama.